# Список Героев Советского Союза (Баленко — Батяев)
В настоящем списке представлены в алфавитном порядке все Герои Советского Союза, чьи фамилии начинаются с буквы «Б» (всего 983 человека, из них 12 удостоены этого звания дважды, один — трижды и один — четырежды). Список содержит даты Указов Президиума Верховного Совета СССР о присвоении звания, информацию о роде войск, должности и воинском звании Героев на дату представления к присвоению звания Героя Советского Союза, годах их жизни.
Ударения в фамилиях Героев приведены по книге «Герои Советского Союза: Краткий биографический словарь / Пред. ред. коллегии И. Н. Шкадов. — М.: Воениздат, 1987. — Т. 1 /Абаев — Любичев/. — 911 с. — 100 000 экз. — ISBN отс., Рег. № в РКП 87-95382.».
- Персиковым цветом  в таблице выделены Герои, удостоенные звания дважды и более раз.
- Серым цветом  в таблице выделены Герои, представленные к званию посмертно.

| Навигационная таблица | Навигационная таблица                |
| --------------------- | ------------------------------------ |
| «Б»                   | Бабаджанян Амазасп — Балебин Василий |
| «Б»                   | Баленко Александр — Батяев Василий   |
| «Б»                   | Бахаев Степан — Белоусов Павел       |
| «Б»                   | Белоусов Степан — Бирченко Иван      |
| «Б»                   | Бирюзов Сергей — Бойцов Игорь        |
| «Б»                   | Бойцов Филипп — Бортник Роман        |
| «Б»                   | Бортовский Матвей — Булаев Александр |
| «Б»                   | Булаенко Иван — Бяков Алексей        |

| № п/п | Фамилия Имя Отчество                                                                   | Дата Указа            | Род войск    | Должность | Звание                              | Годы жизни                                  | БС ГС НЛ                        |
| ----- | -------------------------------------------------------------------------------------- | --------------------- | ------------ | --- | ----------------------------------- | ------------------------------------------- | ------------------------------- |
| 122   | Бале́нко Александр Алексеевич укр. Баленко Олександр Олексійович                        | 05.11.1944            | авиация      | командир 22-го гвардейского авиационного полка 5-й гвардейской авиационной дивизии 4-го гвардейского авиационного корпуса Авиации дальнего действия                                                                   | гвардии подполковник                | 06.03.1913 — 17.12.1966                     | [ БС 1 ] [ ГС 1 ] [ НЛ 1 ]      |
| 123   | Бале́нко Николай Филиппович укр. Баленко Микола Пилипович                               | 18.08.1945            | авиация      | командир звена 6-го отдельного гвардейского штурмового авиационного полка 3-й воздушной армии Земландской группы войск                                                                                                | гвардии старший лейтенант           | 06.02.1921 — 21.01.1994                     | [ БС 1 ] [ ГС 2 ] [ НЛ 2 ]      |
| 124   | Ба́лицкий Григорий Васильевич укр. Балицький Григорій Васильович                        | 07.03.1943            | партизан     | активный участник партизанской борьбы на Украине, командир отдельной диверсионной группы Черниговского партизанского соединения                                                                                       | —                                   | 12.03.1906 — 06.12.1989                     | [ БС 1 ] [ ГС 3 ] [ НЛ 3 ]      |
| 125   | Ба́лицкий Леонид Маркович укр. Балицький Леонід Маркович                                | 10.01.1944            | танкист      | механик-водитель танка Т-34 424-го танкового батальона 56-й гвардейской танковой бригады 7-го гвардейского танкового корпуса 3-й гвардейской танковой армии 1-го Украинского фронта                                   | гвардии старший сержант             | 25.05.1917 — 04.06.1990                     | [ БС 1 ] [ ГС 4 ] [ НЛ 4 ]      |
| 126   | Балмагамбе́тов Махаш каз. Балмағамбетов Мақаш                                           | 22.02.1944            | пехота       | командир отделения отдельного учебного батальона 73-й гвардейской стрелковой дивизии 7-й армии Степного фронта | гвардии сержант                     | 1914 — 29.09.1977                           | [ БС 2 ] [ ГС 5 ] [ НЛ 5 ]      |
| 127   | Ба́лмат Василий Семёнович                                                               | 26.06.1991            | авиация      | командир звена 54-го ближнебомбардировочного авиационного полка 60-й смешанной авиационной дивизии Западного фронта                                                                                                   | лейтенант                           | 14.03.1915 — 02.12.1941                     | ——                              |
| 128   | Балтаба́нов Имангали Таукешевич (Блтаба́нов Имангали) каз. Балтабанов Иманғали Тәукешұлы | 10.04.1945            | пехота       | командир пулемётного расчёта 289-го стрелкового полка 120-й стрелковой дивизии 21-я армии 1-го Украинского фронта | сержант                             | 10.04.1925 — 26.02.1945                     | [ БС 4 ] [ ГС 7 ] [ НЛ 6 ]      |
| 129   | Ба́лтин Эдуард Дмитриевич                                                               | 09.10.1981            | морской флот | командир 41-й дивизии подводных лодок Северного флота | капитан 1-го ранга                  | 21.12.1936 — 07.10.2008                     | ——                              |
| 130   | Балу́ков Николай Михайлович                                                             | 29.10.1943            | пехота       | командир пулемётной роты 529-го стрелкового полка 163-й стрелковой дивизии 38-й армии Воронежского фронта | старший лейтенант                   | 16.06.1922 — 07.11.1943                     | [ БС 5 ] [ ГС 9 ] [ НЛ 7 ]      |
| 131   | Ба́лычев Иван Моисеевич                                                                 | 23.10.1943            | пехота       | стрелок 957-го стрелкового полка 309-й стрелковой дивизии 40-й армии Воронежского фронта | красноармеец                        | 06.09.1924 — 22.11.1999                     | [ БС 5 ] [ ГС 10 ] [ НЛ 8 ]     |
| 132   | Баль Николай Васильевич укр. Баль Микола Васильович                                    | 10.01.1944            | танкист      | командир 315-го танкового батальона 51-й гвардейской танковой бригады 6-го гвардейского танкового корпуса 3-й гвардейской танковой армии 1-го Украинского фронта                                                      | старший лейтенант                   | 06.12.1913 — 15.10.1999                     | [ БС 5 ] [ ГС 11 ] [ НЛ 9 ]     |
| 133   | Балю́к Иван Фёдорович укр. Балюк Іван Федорович                                         | 24.08.1943            | авиация      | командир эскадрильи 54-го гвардейского истребительного авиационного полка 1-й гвардейской истребительной авиационной дивизии 16-й воздушной армии Центрального фронта                                                 | гвардии капитан                     | 30.04.1919 — 13.01.1993                     | [ БС 5 ] [ ГС 12 ] [ НЛ 10 ]    |
| 134   | Баля́ев Алексей Андреевич (Баляев Асым Айзятуллович) тат. Баляев Асыйм Айзатулла улы    | 19.03.1944            | пехота       | стрелок 78-го гвардейского стрелкового полка 25-й гвардейской стрелковой дивизии 6-й армии Юго-Западного фронта | гвардии красноармеец                | 15.08.1923 — 25.09.1983                     | [ БС 5 ] [ ГС 13 ] [ НЛ 11 ]    |
| 135   | Баля́ев Яков Илларионович                                                               | 14.09.1945            | морской флот | пулемётчик 355-го отдельного батальона морской пехоты Сучанского сектора береговой обороны Тихоокеанского флота | краснофлотец                        | 09.06.1924 — 14.08.1945                     | [ БС 5 ] [ ГС 14 ] [ НЛ 12 ]    |
| 136   | Баля́кин Леонид Николаевич                                                              | 14.09.1945            | морской флот | командир сторожевого корабля «Метель» 1-го дивизиона сторожевых кораблей Владивостокского морского оборонительного района Тихоокеанского флота                                                                        | капитан-лейтенант                   | 19.08.1915 — 26.02.1981                     | [ БС 6 ] [ ГС 15 ] [ НЛ 13 ]    |
| 137   | Баля́сников Александр Михайлович                                                        | 18.12.1956            | танкист      | командир танка 4-й танковой роты 71-го танкового полка 33-й гвардейской механизированной дивизии Южной группы советских войск                                                                                         | гвардии старший сержант             | 06.09.1934 — 12.09.2016                     | ——                              |
| 138   | Баля́сников Алексей Иванович                                                            | 23.02.1945            | авиация      | командир эскадрильи 181-го гвардейского истребительного авиационного полка 15-й гвардейской истребительной авиационной дивизии 10-го истребительного авиационного корпуса 8-й воздушной армии 4-го Украинского фронта | гвардии капитан                     | 04.02.1920 — 04.03.1986                     | [ БС 7 ] [ ГС 17 ] [ НЛ 14 ]    |
| 139   | Бамбу́ров Сергей Никонорович                                                            | 25.10.1938            | комиссар     | политрук роты 65-го стрелкового полка 32-й стрелковой дивизии 1-й Приморской армии Дальневосточного фронта | младший политрук                    | 23.09.1914 — 06.02.1945                     | ——                              |
| 140   | Банифа́тов Иван Сергеевич                                                               | 06.03.1945            | авиация      | заместитель командира эскадрильи 35-го штурмового авиационного полка 9-й штурмовой авиационной дивизии ВВС Балтийского флота                                                                                          | старший лейтенант                   | 08.05.1919 — 26.05.1996                     | [ БС 7 ] [ ГС 19 ] [ НЛ 15 ]    |
| 141   | Банку́зов Анатолий Иванович бел. Банкузаў Анатоль Іванавіч                              | 05.05.1945            | пехота       | командир 17-го гвардейского стрелкового полка 5-й гвардейской стрелковой дивизии 11-й гвардейской армии 3-го Белорусского фронта                                                                                      | гвардии подполковник                | 15.01.1917 — 23.05.1980                     | [ БС 7 ] [ ГС 20 ] [ НЛ 16 ]    |
| 142   | Ба́нников Борис Фёдорович                                                               | 30.10.1943            | пехота       | стрелок 883-го стрелкового полка 193-й стрелковой дивизии 65-й армии Центрального фронта | красноармеец                        | 12.10.1923 — 15.10.1943                     | [ БС 7 ] [ ГС 21 ] [ НЛ 17 ]    |
| 143   | Банно́в Павел Илларионович                                                              | 27.08.1943            | артиллерия   | командир расчёта противотанкового ружья мотострелкового батальона 79-й танковой бригады 19-го танкового корпуса 70-й армии Центрального фронта                                                                        | сержант                             | 06.03.1917 — 23.04.1959                     | [ БС 7 ] [ ГС 22 ] [ НЛ 18 ]    |
| 144   | Бано́в Иван Николаевич                                                                  | 04.02.1944            | ГРУ          | активный участник партизанской борьбы в Белоруссии, командир разведывательно-диверсионного отряда специального назначения Главного разведывательного управления Генерального штаба Красной армии                      | майор                               | 29.08.1916 — 09.02.1982                     | [ БС 8 ] [ ГС 23 ] [ НЛ 19 ]    |
| 145   | Банце́кин Василий Николаевич                                                            | 15.01.1944            | связисты     | телефонист 109-го гвардейского стрелкового полка 37-й гвардейской стрелковой дивизии 65-й армии Центрального фронта                                                                                                   | гвардии красноармеец                | 14.01.1923 — ноябрь 1943 (пропал без вести) | [ БС 9 ] [ ГС 24 ] [ НЛ 20 ]    |
| 146   | Бараба́нов Александр Кузьмич                                                            | 20.12.1943            | артиллерия   | наводчик орудия 5-го гвардейского артиллерийского полка 10-й гвардейской воздушно-десантной дивизии 37-й армии Степного фронта                                                                                        | гвардии ефрейтор                    | 20.08.1920 — 21.10.1970                     | [ БС 9 ] [ ГС 25 ] [ НЛ 21 ]    |
| 147   | Бараба́нов Пётр Васильевич                                                              | 24.03.1945            | пехота       | командир отделения 616-го стрелкового полка 194-й стрелковой дивизии 48-й армии 1-го Белорусского фронта | ефрейтор                            | 07.12.1898 — 23.04.1971                     | [ БС 9 ] [ ГС 26 ] [ НЛ 22 ]    |
| 148   | Бараба́нов Пётр Иванович                                                                | 24.05.1944            | танкист      | командир взвода танков Т-34 28-го танкового полка 16-й гвардейской механизированной бригады 6-го гвардейского механизированного корпуса 4-й танковой армии 1-го Украинского фронта                                    | гвардии лейтенант                   | 12.07.1921 — 20.11.1986                     | [ БС 9 ] [ ГС 27 ] [ НЛ 23 ]    |
| 149   | Бараба́ш Афанасий Семёнович укр. Барабаш Опанас Семенович                               | 16.05.1944            | танкист      | командир 22-го гвардейского отдельного танкового полка 51-й армии 4-го Украинского фронта | гвардии подполковник                | 01.05.1908 — 08.09.1996                     | [ БС 9 ] [ ГС 28 ] [ НЛ 24 ]    |
| 150   | Барабо́лкин Дмитрий Фёдорович укр. Бараболкин Дмитро Федорович                          | 19.04.1945            | пехота       | командир роты 291-го гвардейского стрелкового полка 96-й гвардейской стрелковой дивизии 28-й армии 3-го Белорусского фронта                                                                                           | гвардии старший лейтенант           | 10.10.1919 — 16.01.1980                     | [ БС 9 ] [ ГС 29 ] [ НЛ 25 ]    |
| 151   | Барабо́лько Михаил Петрович укр. Бараболько Михайло Петрович                            | 14.09.1945            | морской флот | командир 355-го отдельного батальона морской пехоты Сучанского сектора береговой обороны Тихоокеанского флота | майор                               | 03.08.1909 — 08.02.1989                     | [ БС 10 ] [ ГС 30 ] [ НЛ 26 ]   |
| 152   | Барамзина́ Татьяна Николаевна                                                           | 24.03.1945            | связисты     | телефонистка батальона 252-го стрелкового полка 70-й стрелковой дивизии 33-й армии 3-го Белорусского фронта | ефрейтор                            | 19.12.1919 — 05.07.1944                     | [ БС 11 ] [ ГС 31 ] [ НЛ 27 ]   |
| 153   | Баране́нко Владимир Яковлевич                                                           | 15.05.1946            | авиация      | заместитель командира эскадрильи 947-го штурмового авиационного полка 289-й штурмовой авиационной дивизии 7-го штурмового авиационного корпуса 15-й воздушной армии Ленинградского фронта                             | старший лейтенант                   | 13.08.1923 — 22.06.1975                     | [ БС 11 ] [ ГС 32 ] [ НЛ 28 ]   |
| 154   | Бара́нников Василий Фёдорович                                                           | 24.03.1945            | артиллерия   | командир отделения артиллерийской разведки батареи 299-го гвардейского артиллерийского полка 129-й гвардейской стрелковой дивизии 1-й гвардейской армии 4-го Украинского фронта                                       | гвардии старший сержант             | 26.03.1921 — 24.08.1979                     | [ БС 11 ] [ ГС 33 ] [ НЛ 29 ]   |
| 155   | Бара́нов Ардальон Вениаминович                                                          | 31.05.1945            | артиллерия   | командир миномётной батареи 93-го стрелкового полка 76-й стрелковой дивизии 47-й армии 1-го Белорусского фронта | лейтенант                           | 28.03.1922 — 20.05.1971                     | [ БС 11 ] [ ГС 34 ] [ НЛ 30 ]   |
| 156   | Бара́нов Василий Андреевич                                                              | 29.06.1945            | пехота       | командир мотострелкового батальона 1-й гвардейской механизированной бригады 1-го гвардейского механизированного корпуса 4-й гвардейской армии 3-го Украинского фронта                                                 | гвардии капитан                     | 04.02.1914 — 17.04.1945                     | [ БС 11 ] [ ГС 35 ] [ НЛ 31 ]   |
| 157   | Бара́нов Виктор Ильич                                                                   | 21.03.1940            | танкист      | командир 13-й лёгкой танковой бригады 10-го танкового корпуса 7-й армии Северо-Западного фронта | полковник                           | 04.01.1906 — 26.10.1996                     | [ БС 12 ] [ ГС 36 ] [ НЛ 32 ]   |
| 158   | Бара́нов Виктор Кириллович                                                              | 29.05.1945            | генерал      | командир 1-го гвардейского кавалерийского корпуса 1-го Украинского фронта | генерал-лейтенант                   | 11.06.1901 — 26.07.1970                     | [ БС 13 ] [ ГС 37 ] [ НЛ 33 ]   |
| 159   | Бара́нов Владимир Петрович укр. Баранов Володимир Петрович                              | 15.01.1944            | артиллерия   | командир роты противотанковых ружей 111-го стрелкового полка 55-й стрелковой дивизии 61-й армии Центрального фронта                                                                                                   | лейтенант                           | 05.10.1919 — 24.01.1980                     | [ БС 13 ] [ ГС 38 ] [ НЛ 34 ]   |
| 160   | Бара́нов Иван Егорович                                                                  | 27.02.1945            | пехота       | командир 135-й отдельной разведывательной роты 143-й стрелковой дивизии 47-й армии 1-го Белорусского фронта | старший лейтенант                   | 15.03.1920 — 21.04.1945                     | [ БС 13 ] [ ГС 39 ] [ НЛ 35 ]   |
| 161   | Бара́нов Иван Ефимович                                                                  | 23.02.1945            | авиация      | командир эскадрильи 807-го штурмового авиационного полка 206-й штурмовой авиационной дивизии 7-го штурмового авиационного корпуса 14-й воздушной армии 3-го Прибалтийского фронта                                     | старший лейтенант                   | 16.01.1922 — 12.02.1994                     | [ БС 13 ] [ ГС 40 ] [ НЛ 36 ]   |
| 162   | Бара́нов Иван Михайлович                                                                | 27.02.1945            | пехота       | командир роты 487-го стрелкового полка 143-й стрелковой дивизии 47-й армии 1-го Белорусского фронта | старший лейтенант                   | 24.11.1907 — 17.01.2001                     | [ БС 13 ] [ ГС 41 ] [ НЛ 37 ]   |
| 163   | Бара́нов Михаил Дмитриевич                                                              | 12.08.1942            | авиация      | заместитель командира эскадрильи 183-го истребительного авиационного полка 269-й истребительной авиационной дивизии 8-й воздушной армии Юго-Западного фронта                                                          | старший лейтенант                   | 21.10.1921 — 17.01.1943                     | ——                              |
| 164   | Бара́нов Михаил Павлович                                                                | 15.01.1944            | пехота       | стрелок 239-го гвардейского стрелкового полка 76-й гвардейской стрелковой дивизии 61-й армии Центрального фронта | гвардии младший сержант             | 25.11.1904 — 16.03.1985                     | [ БС 14 ] [ ГС 43 ] [ НЛ 38 ]   |
| 165   | Бара́нов Михаил Семёнович                                                               | 24.08.1943            | авиация      | командир звена 157-го истребительного авиационного полка 273-й истребительной авиационной дивизии 6-го истребительного авиационного корпуса 16-й воздушной армии Центрального фронта                                  | младший лейтенант                   | 16.11.1921 — 09.02.1993                     | [ БС 15 ] [ ГС 44 ] [ НЛ 39 ]   |
| 166   | Бара́нов Николай Андреевич                                                              | 26.10.1943            | пехота       | начальник 1-го отделения штаба 213-й стрелковой дивизии 7-й гвардейской армии Степного фронта | майор                               | 12.11.1893 — 18.06.1945                     | [ БС 15 ] [ ГС 45 ] [ НЛ 40 ]   |
| 167   | Бара́нов Николай Артёмович                                                              | 31.05.1945            | морской флот | моторист полуглиссера ПГ-111 1-го отдельного отряда полуглиссеров 1-й бригады речных кораблей Днепровской военной флотилии                                                                                            | старший матрос                      | 22.06.1926 — 25.04.1945                     | [ БС 15 ] [ ГС 46 ] [ НЛ 41 ]   |
| 168   | Бара́нов Николай Васильевич                                                             | 24.03.1945            | пехота       | командир 1372-го стрелкового полка 417-й стрелковой дивизии 51-й армии 4-го Украинского фронта | подполковник                        | 16.03.1899 — 25.06.1976                     | [ БС 15 ] [ ГС 47 ] [ НЛ 42 ]   |
| 169   | Бара́нов Пётр Александрович                                                             | 22.02.1944            | танкист      | командир роты средних танков 139-го танкового полка 5-й гвардейской армии 2-го Украинского фронта | старший лейтенант                   | 31.05.1909 — 29.11.1943                     | [ БС 15 ] [ ГС 48 ] [ НЛ 43 ]   |
| 170   | Бара́нов Пётр Григорьевич                                                               | 31.12.1942            | авиация      | штурман 5-го гвардейского авиационного полка 50-й авиационной дивизии Авиации дальнего действия | гвардии младший лейтенант           | 1920 — 11.03.1943                           | [ БС 15 ] [ ГС 49 ] [ НЛ 44 ]   |
| 171   | Бараню́к Василий Никифорович укр. Баранюк Василь Никифорович                            | 31.05.1945            | танкист      | командир 108-й танковой бригады 9-го танкового корпуса 3-й ударной армии 1-го Белорусского фронта | полковник                           | 28.02.1915 — 06.02.1990                     | [ БС 15 ] [ ГС 50 ] [ НЛ 45 ]   |
| 172   | Барау́лин Александр Адамович                                                            | 01.11.1943            | артиллерия   | командир батареи 22-го гвардейского артиллерийского полка 3-й гвардейской стрелковой дивизии 2-й гвардейской армии Южного фронта                                                                                      | гвардии старший лейтенант           | 12.03.1923 — 06.01.1980                     | [ БС 16 ] [ ГС 51 ] [ НЛ 46 ]   |
| 173   | Бара́шев Дмитрий Иванович                                                               | 25.03.1943            | авиация      | командир звена 752-го авиационного полка 24-й авиационной дивизии Авиации дальнего действия | старший лейтенант                   | 19.10.1920 — 20.08.1943                     | [ БС 17 ] [ ГС 52 ] [ НЛ 47 ]   |
| 174   | Барба́сов Феоктист Александрович                                                        | 23.09.1944            | пехота       | командир 1178-й стрелкового полка 350-й стрелковой дивизии 13-й армии 1-го Украинского фронта | подполковник                        | 03.01.1906 — 16.02.1978                     | [ БС 17 ] [ ГС 53 ] [ НЛ 48 ]   |
| 175   | Барба́шев Пётр Парфёнович (Барбашёв Пётр Парфёнович, Барбашов Пётр Парфёнович)          | 13.12.1942            | нквд         | командир отделения автоматчиков 34-го мотострелкового полка Орджоникидзевской дивизии войск НКВД Северной группы Закавказского фронта                                                                                 | младший сержант                     | 04.02.1919 — 09.11.1942                     | [ БС 17 ] [ ГС 54 ] [ НЛ 49 ]   |
| 176   | Барбаши́нов Михаил Никанорович                                                          | 14.09.1945            | авиация      | командир 37-го штурмового авиационного полка 12-й штурмовой авиационной дивизии ВВС Тихоокеанского флота | майор                               | 22.01.1907 — 06.04.1997                     | [ БС 17 ] [ ГС 55 ] [ НЛ 50 ]   |
| 177   | Барбо́лин Николай Степанович                                                            | 26.10.1943            | артиллерия   | командир орудия 115-го гвардейского армейского истребительно-противотанкового артиллерийского полка 7-й гвардейской армии Степного фронта                                                                             | гвардии старший сержант             | 01.03.1922 — 12.01.1944                     | [ БС 17 ] [ ГС 56 ] [ НЛ 51 ]   |
| 178   | Барви́нский Алексей Дмитриевич укр. Барвінський Олексій Дмитрович                       | 24.12.1943            | артиллерия   | командир взвода управления 691-го артиллерийского полка 237-й стрелковой дивизии 40-й армии Воронежского фронта | лейтенант                           | 04.04.1924 — 14.07.1999                     | [ БС 17 ] [ ГС 57 ] [ НЛ 52 ]   |
| 179   | Барда́нов Александр Иванович                                                            | 09.10.1943            | артиллерия   | командир батареи 1251-го пушечного артиллерийского полка 39-й пушечной артиллерийской бригады 17-й артиллерийской дивизии 7-го артиллерийского корпуса прорыва РГК 27-й армии Воронежского фронта                     | старший лейтенант                   | 02.09.1920 — 19.08.2011                     | [ БС 17 ] [ ГС 58 ] [ НЛ 53 ]   |
| 180   | Барде́ев Александр Петрович                                                             | 13.12.1942            | авиация      | командир эскадрильи 366-го ближнебомбардировочного авиационного полка 219-й бомбардировочной авиационной дивизии 4-й воздушной армии Закавказского фронта                                                             | майор                               | 17.04.1910 — 26.01.1988                     | [ БС 18 ] [ ГС 59 ] [ НЛ 54 ]   |
| 181   | Бардуко́в Павел Лаврентьевич укр. Бардуков Павло Лаврентійович                          | 24.03.1945            | пехота       | пулемётчик 305-го гвардейского стрелкового полка 108-й гвардейской стрелковой дивизии 46-й армии 2-го Украинского фронта                                                                                              | гвардии красноармеец                | 1909 — 29.05.1969                           | [ БС 18 ] [ ГС 60 ] [ НЛ 55 ]   |
| 182   | Барило́вич Евгений Алексеевич                                                           | 10.01.1979            | морской флот | командир глубоководного комплекса «Селигер» 12-го отдела гидронавтов-испытателей 19-го Центра МО СССР | капитан 1-го ранга                  | 30.10.1932 — 05.03.2020                     | ——                              |
| 183   | Ба́ринов Давид Маркович                                                                 | 17.10.1943            | генерал      | командир 26-й гвардейской механизированной бригады 7-го гвардейского механизированного корпуса 60-й армии Центрального фронта                                                                                         | гвардии генерал-майор               | 25.06.1905 — 21.05.1990                     | [ БС 18 ] [ ГС 62 ] [ НЛ 56 ]   |
| 184   | Ба́ринов Иван Михайлович                                                                | 24.03.1945            | артиллерия   | командир батареи 101-го миномётного полка 3-й миномётная бригады 7-й артиллерийской дивизии прорыва РГК 46-й армии 3-го Украинского фронта                                                                            | старший лейтенант                   | 1922 — 24.08.1944                           | [ БС 18 ] [ ГС 63 ] [ НЛ 57 ]   |
| 185   | Ба́ринов Николай Михайлович                                                             | 25.10.1938            | пехота       | командир взвода 95-го стрелкового полка 32-й стрелковой дивизии 1-й Приморской армии Дальневосточного фронта | младший комвзвод                    | 24.03.1914 — 25.02.1983                     | ——                              |
| 186   | Барко́в Михаил Иванович                                                                 | 22.07.1944            | артиллерия   | наводчик орудия 73-го гвардейского отдельного истребительно-противотанкового дивизиона 67-й гвардейской стрелковой дивизии 6-й гвардейской армии 1-го Прибалтийского фронта                                           | гвардии красноармеец                | 21.11.1916 — 02.08.1973                     | [ БС 18 ] [ ГС 65 ] [ НЛ 58 ]   |
| 187   | Барко́в Николай Фёдорович                                                               | 31.05.1945            | артиллерия   | командир огневого взвода артиллерийской батареи 1050-го стрелкового полка 301-й стрелковой дивизии 5-й ударной армии 1-го Белорусского фронта                                                                         | старший лейтенант                   | 14.03.1913 — 10.09.1951                     | [ БС 18 ] [ ГС 66 ] [ НЛ 59 ]   |
| 188   | Барко́в Сергей Егорович                                                                 | 13.09.1944            | пехота       | командир отделения 111-й отдельной разведывательной роты 74-й стрелковой дивизии 40-й армии 2-го Украинского фронта                                                                                                   | старший сержант                     | 23.09.1924 — 20.04.2007                     | [ БС 19 ] [ ГС 67 ] [ НЛ 60 ]   |
| 189   | Барко́вский Виктор Антонович                                                            | 14.02.1943            | авиация      | лётчик 591-го истребительного авиационного полка 36-й истребительной авиационной дивизии ПВО | младший лейтенант                   | 28.11.1919 — 20.05.1942                     | [ БС 19 ] [ ГС 68 ] [ НЛ 61 ]   |
| 190   | Барми́н Илья Елизарович                                                                 | 12.04.1942            | комиссар     | командир танковой роты 28-й танковой бригады 16-й армии Западного фронта | младший политрук                    | 10.07.1916 — 10.12.1943                     | [ БС 19 ] [ ГС 69 ] [ НЛ 62 ]   |
| 191   | Ба́рский Андрей Иванович                                                                | 15.05.1946            | авиация      | командир эскадрильи 12-го гвардейского пикировочно-бомбардировочного авиационного полка 8-й минно-торпедной авиационной дивизии ВВС Балтийского флота                                                                 | гвардии капитан                     | 12.10.1912 — 01.01.1998                     | [ БС 19 ] [ ГС 70 ] [ НЛ 63 ]   |
| 192   | Барсуко́в Александр Яковлевич                                                           | 31.05.1945            | пехота       | командир мотоциклетной роты 8-го гвардейского отдельного мотоциклетного батальона 8-го гвардейского механизированного корпуса 1-й гвардейской танковой армии 1-го Белорусского фронта                                 | гвардии лейтенант                   | 24.04.1924 — 20.07.2006                     | [ БС 19 ] [ ГС 71 ] [ НЛ 64 ]   |
| 193   | Барсуко́в Василий Николаевич                                                            | 19.04.1945            | авиация      | командир эскадрильи 18-го гвардейского истребительного авиационного полка 303-й истребительной авиационной дивизии 1-й воздушной армии 3-го Белорусского фронта                                                       | гвардии капитан                     | 06.08.1922 — 26.09.1990                     | [ БС 20 ] [ ГС 72 ] [ НЛ 65 ]   |
| 194   | Барсуко́в Иван Петрович                                                                 | 11.08.1983            | пограничник  | начальник десантно-штурмовой маневренной группы 35-го пограничного отряда Восточного пограничного округа | майор                               | 22.01.1948 — 18.05.2001                     | ——                              |
| 195   | Барсуко́в Михаил Михайлович                                                             | 19.04.1945            | генерал      | командующий артиллерией 3-го Белорусского фронта | генерал-полковник артиллерии        | 05.11.1901 — 22.09.1963                     | [ БС 21 ] [ ГС 74 ] [ НЛ 66 ]   |
| 196   | Барташо́в Макар Власович (Барташев Макар Власович) бел. Барташоў Макар Уласавіч         | 14.09.1945            | авиация      | командир 12-й штурмовой авиационной дивизии ВВС Тихоокеанского флота | полковник                           | 20.09.1909 — 07.02.1948                     | [ БС 21 ] [ ГС 75 ] [ НЛ 67 ]   |
| 197   | Ба́рциц Ражден Михайлович                                                               | 16.05.1944            | морской флот | старшина тендера № 15 дивизиона тендеров Азовской военной флотилии | краснофлотец                        | 15.12.1918 — 07.07.2002                     | [ БС 21 ] [ ГС 76 ] [ НЛ 68 ]   |
| 198   | Барченко́в Даниил Гаврилович                                                            | 29.06.1945            | авиация      | командир эскадрильи 897-го истребительного авиационного полка 288-й истребительной авиационной дивизии 17-й воздушной армии 3-го Украинского фронта                                                                   | майор                               | 17.12.1917 — 30.05.1950                     | [ БС 21 ] [ ГС 77 ] [ НЛ 69 ]   |
| 199   | Ба́рченко-Емелья́нов Иван Павлович                                                       | 05.11.1944            | морской флот | командир разведывательного отряда Северного оборонительного района Северного флота | капитан                             | 04.01.1915 — 16.01.1984                     | [ БС 21 ] [ ГС 78 ] [ НЛ 70 ]   |
| 200   | Баршт Абрек Аркадьевич                                                                 | 10.04.1945            | авиация      | командир эскадрильи 118-го отдельного разведывательно-корректировочного авиационного полка 2-й воздушной армии 1-го Украинского фронта                                                                                | майор                               | 02.12.1919 — 21.03.2006                     | [ БС 21 ] [ ГС 79 ] [ НЛ 71 ]   |
| 201   | Бары́кин Георгий Филиппович                                                             | 04.06.1944            | артиллерия   | командир батареи 144-го истребительного противотанкового артиллерийского полка 4-й истребительной противотанковой артиллерийской бригады РГК в составе 39-й армии Калининского фронта                                 | капитан                             | 17.02.1916 — 04.07.1944                     | [ БС 22 ] [ ГС 80 ] [ НЛ 72 ]   |
| 202   | Бары́кин Емельян Игнатьевич                                                             | 01.01.1944            | партизан     | активный участник партизанской борьбы в Белоруссии, секретарь Гомельского подпольного горкома партии, начальник штаба Гомельского партизанского соединения                                                            | —                                   | 02.08.1902 — 25.03.1951                     | [ БС 23 ] [ ГС 81 ] [ НЛ 73 ]   |
| 203   | Бары́ков Геннадий Иванович                                                              | 29.06.1945            | артиллерия   | командир орудия батареи 76-мм пушек 753-го стрелкового полка 192-й стрелковой дивизии 113-го стрелкового корпуса 39-й армии 3-го Белорусского фронта                                                                  | старший сержант                     | 03.09.1921 — 29.07.1988                     | [ БС 23 ] [ ГС 82 ] [ НЛ 74 ]   |
| 204   | Ба́рышев Аркадий Фёдорович                                                              | 21.07.1944            | пехота       | пулемётчик разведывательного взвода 300-го гвардейского стрелкового полка 99-й гвардейской стрелковой дивизии 7-й армии Карельского фронта                                                                            | гвардии красноармеец                | 29.08.1925 — 26.06.1956                     | [ БС 23 ] [ ГС 83 ] [ НЛ 75 ]   |
| 205   | Ба́рышев Николай Герасимович                                                            | 29.03.1944            | артиллерия   | разведчик взвода управления 1007-го лёгкого артиллерийского полка 46-й лёгкой артиллерийской бригады 12-й артиллерийской дивизии 4-го артиллерийского корпуса прорыва РГК в составе 65-й армии Белорусского фронта    | красноармеец                        | 16.08.1923 — 01.09.1965                     | [ БС 23 ] [ ГС 84 ] [ НЛ 76 ]   |
| 206   | Баса́нов Батор Манджиевич                                                               | 24.03.1945            | пехота       | командир отделения 93-го гвардейского стрелкового полка 29-й гвардейской стрелковой дивизии 10-й гвардейской армии 2-го Прибалтийского фронта                                                                         | гвардии старший сержант             | 05.05.1911 — 10.08.1982                     | [ БС 23 ] [ ГС 85 ] [ НЛ 77 ]   |
| 207   | Басенко́в Пётр Харитонович бел. Басянкоў Пётр Харытонавіч                               | 24.03.1945            | танкист      | механик-водитель танка Т-34 326-го танкового батальона 117-й танковой бригады 1-го танкового корпуса 6-й гвардейской армии 1-го Прибалтийского фронта                                                                 | старший сержант                     | 26.11.1908 — 24.07.1969                     | [ БС 23 ] [ ГС 86 ] [ НЛ 78 ]   |
| 208   | Баси́нский Владимир Лукьянович                                                          | 18.08.1945            | авиация      | старший лётчик 165-го гвардейского штурмового авиационного полка 10-й гвардейской штурмовой авиационной дивизии 17-й воздушной армии 3-го Украинского фронта                                                          | гвардии лейтенант                   | 24.11.1919 — 20.12.1991                     | [ БС 23 ] [ ГС 87 ] [ НЛ 79 ]   |
| 209   | Баско́в Владимир Сергеевич                                                              | 23.02.1948            | авиация      | командир эскадрильи 291-го истребительного авиационного полка 3-го истребительного авиационного корпуса 1-го Белорусского фронта                                                                                      | майор                               | 08.09.1913 — 03.04.1989                     | ——                              |
| 210   | Баско́в Михаил Николаевич                                                               | 13.09.1944            | танкист      | механик-водитель танка 51-го отдельного мотоциклетного батальона 16-го танкового корпуса 2-й танковой армии 2-го Украинского фронта                                                                                   | ефрейтор                            | 17.10.1918 — 25.02.2002                     | [ БС 24 ] [ ГС 89 ] [ НЛ 80 ]   |
| 211   | Баско́в Сергей Павлович                                                                 | 29.06.1945            | пехота       | командир батальона 562-го стрелкового полка 165-й стрелковой дивизии 70-й армии 2-го Белорусского фронта | майор                               | 30.09.1917 — 22.03.1946                     | [ БС 24 ] [ ГС 90 ] [ НЛ 81 ]   |
| 212   | Басма́нов Владимир Иванович                                                             | 29.06.1945            | инженер      | командир роты 238-го отдельного инженерно-сапёрного батальона 48-й инженерно-сапёрной бригады 70-й армии 2-го Белорусского фронта                                                                                     | старший лейтенант                   | 23.10.1923 — 14.09.1985                     | [ БС 24 ] [ ГС 91 ] [ НЛ 82 ]   |
| 213   | Басма́нов Гавриил Иванович                                                              | 16.10.1943            | связисты     | радист роты связи 360-го стрелкового полка 74-й стрелковой дивизии 13-й армии Центрального фронта | красноармеец                        | 1920 — 01.03.1945                           | [ БС 24 ] [ ГС 92 ] [ НЛ 83 ]   |
| 214   | Ба́сов Иван Сидорович                                                                   | 23.09.1944            | артиллерия   | командир 26-й отдельной истребительно-противотанковой артиллерийской бригады 3-й гвардейской армии 1-го Украинского фронта                                                                                            | полковник                           | 08.02.1905 — 07.11.1964                     | [ БС 24 ] [ ГС 93 ] [ НЛ 84 ]   |
| 215   | Ба́сов Фёдор Евсеевич                                                                   | 10.01.1944            | артиллерия   | командир 1893-го самоходного артиллерийского полка 6-го гвардейского танкового корпуса 3-й гвардейской танковой армии Воронежского фронта                                                                             | подполковник                        | 04.01.1909 — 03.10.2002                     | [ БС 24 ] [ ГС 94 ] [ НЛ 85 ]   |
| 216   | Бастанджя́н Мигран Мигранович арм. Բոստանջյան միհրան միհրանի                            | 22.02.1944            | комиссар     | парторг батальона 1118-го стрелкового полка 333-й стрелковой дивизии 6-й армии 3-го Украинского фронта | красноармеец                        | 22.08.1913 — 14.02.1958                     | [ БС 25 ] [ ГС 95 ] [ НЛ 86 ]   |
| 217   | Басте́ев Иван Васильевич                                                                | 25.10.1943            | пехота       | командир 89-го стрелкового полка 23-й стрелковой дивизии 47-й армии Воронежского фронта | полковник                           | 20.09.1896 — 29.10.1951                     | [ БС 26 ] [ ГС 96 ] [ НЛ 87 ]   |
| 218   | Бастрако́в Арсентий Михайлович                                                          | 05.10.1944            | пехота       | командир отделения пулемётной роты 191-го гвардейского стрелкового полка 64-й гвардейской стрелковой дивизии 2-й ударной армии Ленинградского фронта                                                                  | гвардии старшина                    | 13.03.1919 — 17.02.1944                     | [ БС 26 ] [ ГС 97 ] [ НЛ 88 ]   |
| 219   | Бастрако́в Георгий Фёдорович                                                            | 17.10.1943            | десантники   | командир роты автоматчиков 15-го гвардейского воздушно-десантного полка 4-й гвардейской воздушно-десантной дивизии 60-й армии Центрального фронта                                                                     | гвардии лейтенант                   | 18.04.1917 — 27.01.1944                     | [ БС 26 ] [ ГС 98 ] [ НЛ 89 ]   |
| 220   | Басу́лин Евгений Дмитриевич                                                             | 28.09.1943            | авиация      | командир эскадрильи 239-го истребительного авиационного полка 235-й истребительной авиационной дивизии 10-го истребительного авиационного корпуса 2-й воздушной армии Воронежского фронта                             | капитан                             | 03.10.1917 — 23.03.1957                     | [ БС 26 ] [ ГС 99 ] [ НЛ 90 ]   |
| 221   | Бата́вин Пётр Фёдорович                                                                 | 24.03.1945            | пехота       | стрелок 126-го гвардейского стрелкового полка 41-й гвардейской стрелковой дивизии 4-й гвардейской армии 3-го Украинского фронта                                                                                       | гвардии красноармеец                | 22.06.1915 — 21.11.1978                     | [ БС 26 ] [ ГС 100 ] [ НЛ 91 ]  |
| 222   | Бата́лов Григорий Михайлович бел. Баталаў Рыгор Міхайлавіч                              | 26.10.1943            | пехота       | командир 229-го гвардейского стрелкового полка 72-й гвардейской стрелковой дивизии 7-й гвардейской армии Степного фронта                                                                                              | гвардии майор                       | 28.01.1915 — 19.09.1988                     | [ БС 26 ] [ ГС 101 ] [ НЛ 92 ]  |
| 223   | Бата́лов Фёдор Алексеевич                                                               | 09.08.1941            | пехота       | командир батальона 437-го стрелкового полка 154-й стрелковой дивизии 21-й армии Западного фронта | капитан                             | 11.09.1900 — 17.08.1941                     | [ БС 26 ] [ ГС 102 ] [ НЛ 93 ]  |
| 224   | Бата́ров Михаил Фёдорович                                                               | 18.08.1945            | авиация      | командир эскадрильи 611-го истребительного авиационного полка 288-й истребительной авиационной дивизии 17-й воздушной армии 3-го Украинского фронта                                                                   | майор                               | 30.09.1919 — 26.12.1990                     | [ БС 27 ] [ ГС 103 ] [ НЛ 94 ]  |
| 225   | Бата́ршин Гильфан Абубекерович тат. Батыршин Гыйльфан Әбүбәкер улы                      | 25.10.1938            | пограничник  | командир отделения манёвренной группы Посьетского пограничного отряда войск НКВД СССР | младший командир                    | 01.01.1914 — 11.12.1947                     | ——                              |
| 226   | Бата́шев Николай Иванович                                                               | 10.01.1944            | артиллерия   | командир миномётного расчёта 128-го армейского миномётного полка 60-й армии Воронежского фронта | старший сержант                     | 06.05.1915 — 18.10.1997                     | [ БС 28 ] [ ГС 105 ] [ НЛ 95 ]  |
| 227   | Бате́ха Василий Афанасьевич укр. Батеха Василь Афанасійович                             | 22.02.1944            | артиллерия   | командир роты противотанковых ружей 282-го гвардейского стрелкового полка 92-й гвардейской стрелковой дивизии 37-й армии Степного фронта                                                                              | гвардии лейтенант                   | 23.03.1919 — 13.02.2016                     | [ БС 28 ] [ ГС 106 ] [ НЛ 96 ]  |
| 228   | Батие́вский Алексей Михайлович укр. Батиевский Олексій Михайлович                       | 06.03.1945            | авиация      | заместитель по лётной части командира эскадрильи 35-го штурмового авиационного полка 9-й штурмовой авиационной дивизии ВВС Балтийского флота                                                                          | старший лейтенант                   | 12.03.1921 — 26.11.2012                     | [ БС 28 ] [ ГС 107 ] [ НЛ 97 ]  |
| 229   | Батинько́в Сергей Алексеевич                                                            | 29.06.1945            | авиация      | командир эскадрильи 208-го штурмового авиационного полка 227-й штурмовой авиационной дивизии 8-го штурмового авиационного корпуса 8-й воздушной армии 4-го Украинского фронта                                         | капитан                             | 24.07.1920 — 13.03.1985                     | [ БС 29 ] [ ГС 108 ] [ НЛ 98 ]  |
| 230   | Бати́цкий Павел Фёдорович                                                               | 07.05.1965            | генерал      | 1-й заместитель начальника Генерального штаба Вооружённых сил СССР | генерал армии                       | 27.06.1910 — 17.02.1984                     | ——                              |
| 231   | Ба́тов Владимир Васильевич                                                              | 24.03.1945            | пехота       | командир батальона 734-го стрелкового полка 233-й стрелковой дивизии 57-й армии 3-го Украинского фронта | капитан                             | 14.07.1914 — 28.10.1979                     | [ БС 30 ] [ ГС 110 ] [ НЛ 99 ]  |
| 232   | Ба́тов Павел Иванович                                                                   | 30.10.1943 02.06.1945 | генерал      | командующий 65-й армией | генерал-лейтенант генерал-полковник | 01.06.1897 — 19.04.1985                     | [ БС 30 ] [ ГС 111 ] [ НЛ 100 ] |
| 233   | Батрако́в Матвей Степанович                                                             | 11.09.1941            | пехота       | командир 765-го стрелкового полка 107-й стрелковой дивизии 24-й армии Резервного фронта | подполковник                        | 15.11.1900 — 19.07.1995                     | [ БС 30 ] [ ГС 112 ] [ НЛ 101 ] |
| 234   | Батрако́в Михаил Григорьевич бел. Батракоў Міхаіл Рыгоравіч                             | 24.03.1945            | танкист      | командир танковой роты 120-й отдельной танковой бригады 5-й армии 3-го Белорусского фронта | старший лейтенант                   | 05.08.1922 — 16.01.1945                     | [ БС 30 ] [ ГС 113 ] [ НЛ 102 ] |
| 235   | Батрако́ва Мария Степановна (Демидова Мария Степановна)                                 | 19.03.1944            | комиссар     | комсорг батальона 463-го стрелкового полка 118-й стрелковой дивизии 28-й армии Южного фронта | младший лейтенант                   | 21.11.1922 — 16.06.1997                     | [ БС 31 ] [ ГС 114 ] [ НЛ 103 ] |
| 236   | Батуко́в Михаил Сергеевич                                                               | 22.02.1944            | инженер      | командир сапёрного отделения 104-го отдельного сапёрного батальона 31-й стрелковой дивизии 46-й армии Степного фронта                                                                                                 | старший сержант                     | 25.11.1919 — 06.11.2008                     | [ БС 32 ] [ ГС 115 ] [ НЛ 104 ] |
| 237   | Бату́рин Александр Герасимович                                                          | 23.10.1942            | авиация      | заместитель командира эскадрильи 71-го авиационного полка 61-й авиационной бригады ВВС Балтийского флота | старший лейтенант                   | 21.07.1915 — 29.11.1985                     | [ БС 32 ] [ ГС 116 ] [ НЛ 105 ] |
| 238   | Бату́рин Николай Павлович                                                               | 24.03.1945            | танкист      | командир взвода средних танков 36-й гвардейской танковой бригады 4-го гвардейского механизированного корпуса 3-го Украинского фронта                                                                                  | гвардии лейтенант                   | 27.07.1910 — 13.10.1973                     | [ БС 32 ] [ ГС 117 ] [ НЛ 106 ] |
| 239   | Ба́тырев Пётр Михайлович                                                                | 23.02.1945            | авиация      | помощник командира по воздушно-стрелковой службе 163-го гвардейского истребительного авиационного полка 229-й истребительной авиационной дивизии 4-й воздушной армии 2-го Белорусского фронта                         | гвардии капитан                     | 01.03.1918 — 30.09.1944                     | [ БС 32 ] [ ГС 118 ] [ НЛ 107 ] |
| 240   | Ба́тышев Сергей Яковлевич                                                               | 23.09.1944            | пехота       | командир батальона 545-го стрелкового полка 389-й стрелковой дивизии 3-й гвардейской армии 1-го Украинского фронта | майор                               | 19.10.1915 — 21.03.2000                     | [ БС 32 ] [ ГС 119 ] [ НЛ 108 ] |
| 241   | Батю́к Яков Петрович укр. Батюк Яків Петрович                                           | 08.05.1965            | партизан     | активный участник партизанской борьбы на Украине, руководитель Нежинской комсомольско-молодёжной подпольной организации                                                                                               | —                                   | 12.05.1918 — 07.09.1943                     | ——                              |
| 242   | Батя́ев Василий Сергеевич                                                               | 15.05.1946            | авиация      | командир эскадрильи 53-го гвардейского истребительного авиационного полка 1-й гвардейской истребительной авиационной дивизии 16-й воздушной армии 1-го Белорусского фронта                                            | капитан                             | 11.02.1920 — 28.05.1970                     | [ БС 32 ] [ ГС 121 ] [ НЛ 109 ] |

| Навигационная таблица | Навигационная таблица                |
| --------------------- | ------------------------------------ |
| «Б»                   | Бабаджанян Амазасп — Балебин Василий |
| «Б»                   | Баленко Александр — Батяев Василий   |
| «Б»                   | Бахаев Степан — Белоусов Павел       |
| «Б»                   | Белоусов Степан — Бирченко Иван      |
| «Б»                   | Бирюзов Сергей — Бойцов Игорь        |
| «Б»                   | Бойцов Филипп — Бортник Роман        |
| «Б»                   | Бортовский Матвей — Булаев Александр |
| «Б»                   | Булаенко Иван — Бяков Алексей        |